# Domòtica
La domòtica és la branca de l'arquitectura i l'enginyeria que s'ocupa d'habitatges i edificis automàtics amb la finalitat de millorar-ne la gestió energètica i la qualitat de vida dels seus habitants.
Les instal·lacions de domòtica evolucionen cap a la integració de tots els sistemes de control en una única xarxa de comandament, creant el que s'anomena llar digital. Un habitatge o edifici domòtic és aquell dotat d'automatismes amb la finalitat de millorar la qualitat de vida de les persones que hi viuen, tot reduint el treball domèstic, augmentant la seva seguretat, racionalitzant els diferents consums i optimitzant els recursos. Un sistema domòtic ha de tenir la ubiqüitat suficient en el seu control, mitjançant control remot per telèfon, PDA, Internet, pantalla tàctil o altres.
En un edifici domòtic, durant l'hivern, les persianes podrien pujar durant el dia i durant la nit baixarien soles, els tendals a la inversa, per aprofitar la llum i l'escalfor del sol durant el dia, ajudant a optimitzar el consum energètic de l'habitatge, i això és un exemple bàsic, encara que un bon sistema domòtic ha d'oferir infinites possibilitats de control d'una forma senzilla i implementant noves aplicacions.

## Serveis

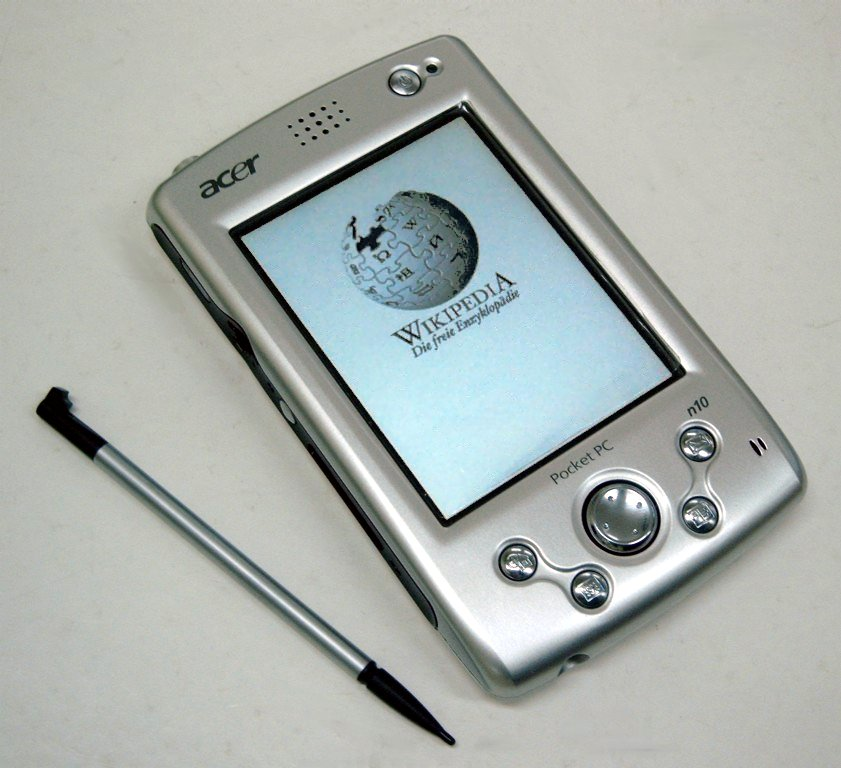
El control del sistema es pot fer amb una PDA

La domòtica és aplicada bàsicament sobre quatre àrees: benestar, estalvi, seguretat, comunicacions, i té com un dels seus objectius l'optimització en la gestió de consums: energia elèctrica, gas o recursos hídrics, amb una important aportació de l'ús de les energies renovables: energia solar, energia geotèrmica, energia eòlica.
Requereix sistemes d'alimentació ininterrompuda (SAI), de bateries per l'alimentació dels sensors externs i de la ubiqüitat en el control tant extern com intern, amb possibilitats de control remot des d'Internet, PC, comandaments sense fil (PDA amb WiFi, telèfon mòbil) o per l'aparellatge elèctric, i ha de ser fàcil d'utilitzar (GUI, Interfície d'usuari gràfic, front-end, aplicació).

### Benestar
L'increment en el confort de la llar es busca a través de l'automatització del control de llums, persianes, finestres, cortines i endolls, la gestió automàtica de la climatització automàtica tant per a calefacció com per a l'aire condicionat, l'automatització de tasques: reg automàtic o l'encesa dels aparells en funció de les tarifacions horàries o d'esdeveniments, amb l'ajut de sondes de temperatura, llum i humitat situades en l'interior i l'exterior de l'habitatge, electrovàlvules per aigua i rec, i de mòduls de relés de potència per al control de persianes, aire condicionat o connectar els electrodomèstics com frigorífic, rentadora, rentaplats, assecadora, placa de cocció, forn, microones, cafetera o torradora.

### Estalvi
La gestió dels sistemes de climatització, escalfador i il·luminació poden suposar el 67% del consum elèctric de l'habitatge, i la gestió automatitzada pot suposar un descens de la despesa i el consum de fins al 30% amb accions com la baixada del termòstat en horari nocturn o la posada en funcionament d'electrodomèstics en horaris de tarifa reduïda.

### Seguretat
L'apartat de seguretat inclou: les alarmes, la gestió de serveis per emular la presència de gent durant les absències prolongades, el control d'accessos, control biomètric, amb la possibilitat de visualització remota de l'habitatge i l'ajut de sensors de presència i sensors magnètics d'obertura de portes o finestres, detectors de correspondència a la bústia, serveis de telealarma per emergències mèdiques, la vigilància contraincendis, control de temperatura, detecció de fuites de gas o aigua, o les alarmes tècniques per tall de subministraments.

### Comunicacions
A l'àrea de les comunicacions es destaquen l'accés a Internet i distribució d'àudio i vídeo per tot l'habitatge, les funcions d'encaminador, hub, mòdem, tallafocs per la seguretat informàtica, de servidor d'aplicacions d'entretenimient com vídeo o àudio sota demanda, o de telefonia IP (per internet) o fix, gravador de programació de TV.

### Accessibilitat
És convenient proposar una interfície de senzilla utilització per tal de fer accessible el sistema a tothom.

## Arquitectura

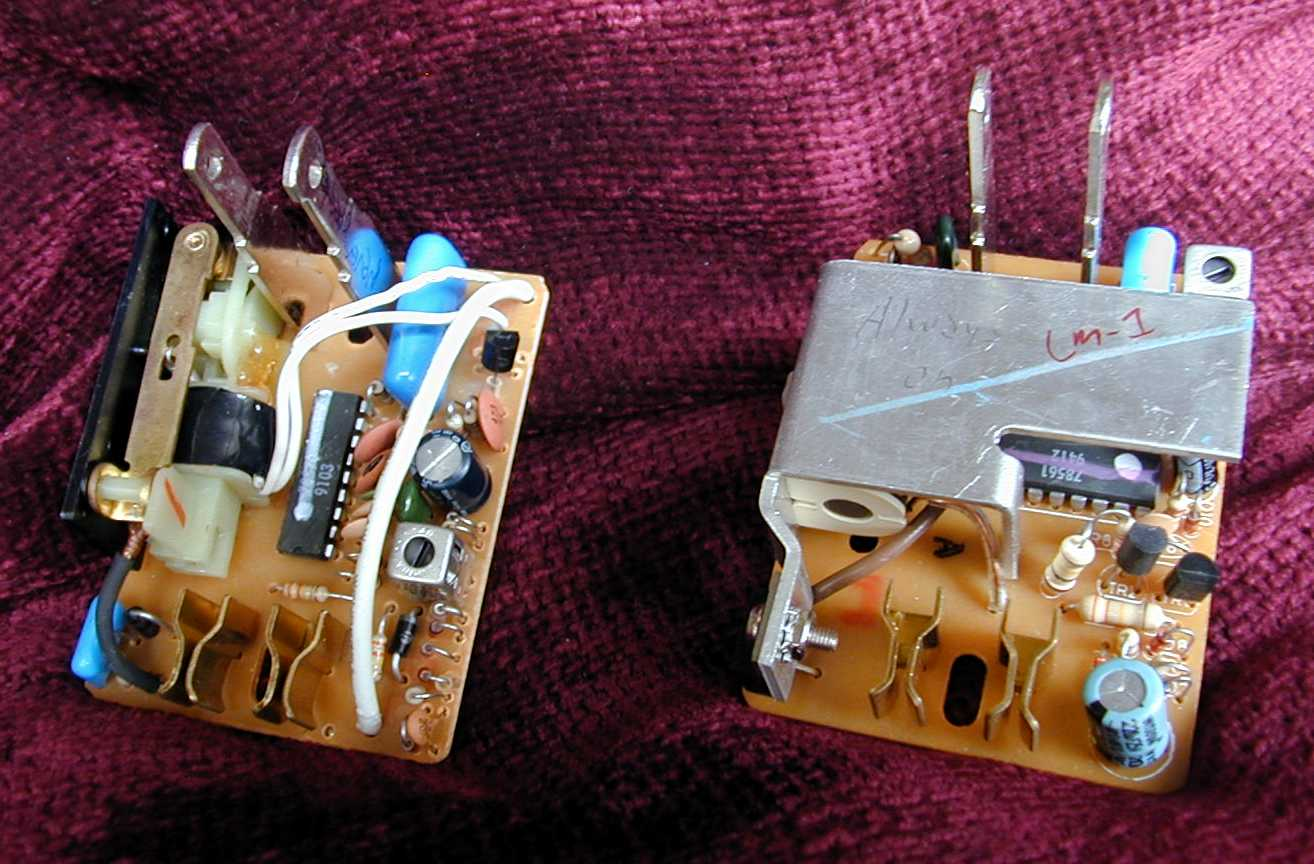
mòduls basats en tecnologia X10

L'arquitectura dels sistemes pot ser centralitzada, a través d'un controlador centralitzat que rep la informació de múltiples sensors i que genera les ordres als actuadors; una arquitectura distribuïda on la intel·ligència del sistema està distribuïda en els mòduls, tant sensors com actuadors, propis de sistemes de cablejat en bus o xarxes sense fils; o una arquitectura mixta en la qual es disposa de petits dispositius que adquireixen i processen la informació dels sensors i transmetre-la a la resta de dispositius, propi dels sistemes basats en ZigBee i totalment sense fils.
Les passarel·les residencials, els dispositius que connecten les infraestructures de telecomunicacions disposen d'arquitectures modulars.
Els sensors són dispositius que detecten manifestacions de qualitats o fenòmens físics o químics, com la temperatura, la intensitat lumínica, distància, acceleració, inclinació, desplaçament, pressió, força, torsió, humitat, pH, etc. i converteix aquests fenòmens en un canvi de variables, com la resistència elèctrica, capacitat elèctrica (sensor d'humitat), tensió elèctrica (termopar), o un corrent elèctric (fototransistor). El sensor està sempre en contacte amb la variable a mesurar o controlar. El senyal es converteix en un senyal standard (4 a 20 mA, o 1 a 5VDC) per tenir una relació lineal amb els canvis de variable sensada
 en un rang per ser controlada pel controlador de dispositiu.
Els controladors dels dispositius són els programes informàtics que permeten al sistema interaccionar amb un aparell, enviant-li ordres en funció d'una programació prèvia, o amb l'ajut de sensors que li fan arribar informació i activar rutines de funcionament.

## Medis d'interconnexió
Les xarxes de control i automatització són pels sistemes KNX, Lonworks, X10, EIB, EHS, Batibus o ZigBee, mentre que la interconnexió estàndard dels diferents aparells pot ser per sistemes per fils, com el FireWire, o USB, o sense fils com el Bluetooth i la transmissió de les dades és a través d'Ethernet, Homeplug, HomePNA o Wifi.

## Control
El control dels sistemes és local, mitjançant la veu, el comandament a distància, PDA o pantalles tàctils, o pot ser un control remot, per via telefònica o ordinador a través de la xarxa. Les passarel·les residencials s'encarreguen d'adaptar els protocols i els fluxos de dades de les xarxes externes (Internet) a les xarxes internes de control de la casa, transmetent-les per tecnologies sense fil o cablejats, i han de poder disposar d'un software actualitzable.

## Història
La primera tecnologia domòtica, l'X10 fou desenvolupada el 1975 per Pico Electronics a Glenrothes (Escòcia) per permetre el control remot d'aparells i aplicacions, i encara és de les més usades mundialment, a causa del baix preu dels seus components, tot i que existeixen nombroses alternatives amb més amplada de banda com KNX, INSTEON, BACnet o LonWorks.
Els primers sistemes comercials es van produir en la dècada de 1980 destinats a edificis terciaris, però a escala domèstica la integració comercial dels sistemes es va iniciar amb la popularització d'internet els anys 1990 al Japó, els Estats Units d'Amèrica i el nord d'Europa, fins llavors els electrodomèstics es dissenyaven i fabricaven sense tenir en consideració la possible interconnexió.
Les instal·lacions de domòtica domèstica evolucionen cap a la unificació de tots els sistemes en una única xarxa de comandament, creant el que s'anomena llar digital, requerint protocols d'actuació comuns i connexió a internet per poder comandar els serveis.